# Album Pintoresch-Monumental de Catalunya
L'Album Pintoresch-Monumental de Catalunya: aplech de vistas dels més notables monuments i paisatjes d'aquesta terra acompanyadas de descripcions y noticias históricas y de guias pera que sían fácilment visitats, és una edició luxosa promoguda per l'Associació Catalanista d'Excursions Científiques, publicada entre 1878 i 1879 en entregues mensuals. Es tracta d'un volum de gran format il·lustrat amb heliogravats de notable qualitat acompanyats de sengles textos explicatius, escrits per diferents experts en el monument o l'indret descrit.

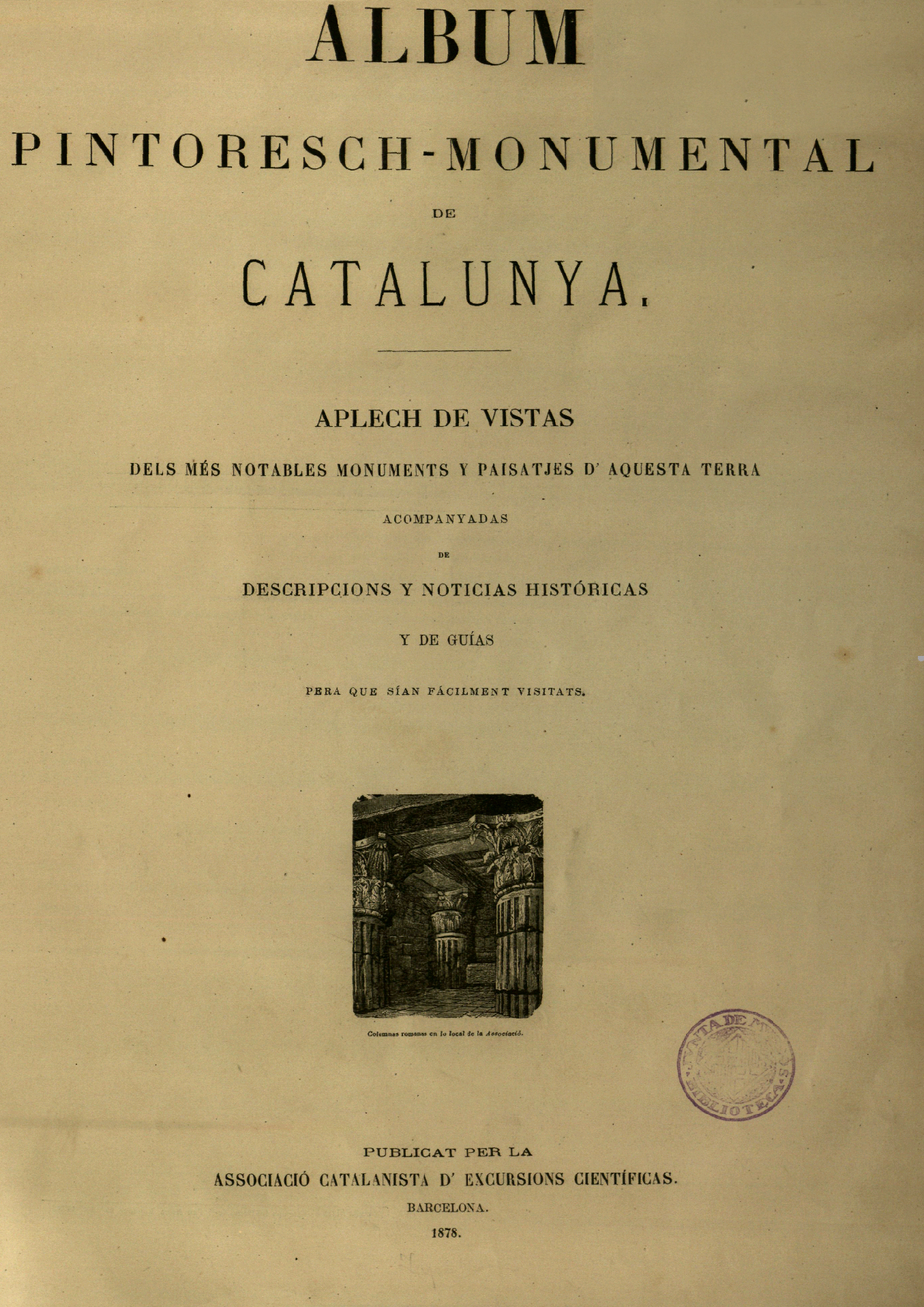
Portada de l'Album Pintoresch-Monumental de Catalunya

## L'obra
L'obra es presenta amb un Prólech signat per Manel Milá y Fontanals i es divideix en vint-i-quatre monografies on catorze experts en els respectius àmbits tracten els llocs, alguns repetits descrits per diferents autors. Fins aleshores els llibres s'il·lustraven amb gravats i les fotografies d'Heribert Mariezcurrena i Corrons (1856-1898) incloses en l'àlbum causaren impacte; en la primera col·lecció —fragments de la qual es reprodueixen aquí— es presentaven amb una mida de 15 X 22 cm i en la segona de 23 X 30; només recullen paisatges i monuments de les comarques de Barcelona.
Les estampes, o làmines, documenten l'estat d'aquestes construccions l'any 1878, potser l'anterior, i els textos reflecteixen l'esperit de l'"excursionista il·lustrat", tenyit de romanticisme i de vegades rememorant «la passada grandesa de la patria», que s'endinsa sensitivament en el paisatge, mira els monuments d'una manera "científica" i ho trasllada al paper. Els treballs presenten títols com: "Vich. Cláustre de la Seu", "Montanya de Sant Llorens del Munt. Ermita i Cova de Santa Agnés", "Barcelona. Gran saló de la Llotja", "Barcelona. Pati dels taronjers en la casa de la Diputació", "Vich. Monument al Dr. Jaume Balmes, Pbre.", "Viladecans. La Torra del Baró", "Tarrassa. Antiguetats de Sant Pere de Tarrassa", etc. Altres capítols, que fan al·lusions a arquitectures romàniques, es reprodueixen parcialment a continuació.

### Als qui llegiran
Manel Milà i Fontanals, erudit i historiador de la literatura medieval catalana, s'encarregà del pròleg al capítol "V. Als qui llegirán. Prólech" en el qual lliga la poesia trobadoresca amb l'arquitectura «romanich-bisantina»:
| « | Y lo que succehí en la poesía, succehí en las demés arts y molt particularment en l'arquitectura y en la escultura sa companyona [... Mentre] en lo camp de la nova poesia s' hi barrejáren algunes plantes dolentes […] res d'aixó apar en la arquitectura, qu' es una continuació vivent, no una pura imitació de l'antiga, que cada dia 's renovava sens deixar de tenir un peu ferm en la tradició. | » |

Reflexiona sobre els orígens de l'arquitectura romànica:
| « | Així ho veyem en especial desde 'ls segles en que la noble tradició llatina se maridá ab las maravellosas invencions vingudas de la nova Grecia, produhint un art no sempre regular y correcte, mes sí abundós en afortunadas ardidesas y en variats conceptes. | » |

Cita l'abast europeu del romànic:
| « | Ad aquest art pertanyen las construccions que, segons observació d' un orador sagrat [P. Eduardo Llanas], tan bé deyan ab los llochs solitaris, estimats pels fills de Benet, mes també doná grossas catedrals, parroquials ecclesias, centre dels poblats que naixían ó ressucitavan, palaus enmurallats dels reys dintre de las ciutats ó dels reyetons feudals en las peladas rocas. Ab ell tan sols, ja 's podía dir que la novella Europa gaudia d' un art ben seu, ab propias usansas y fesomía. | » |

Argumenta la idoneïtat del terme «romanich-bisantí» per a definir l'estil:
| « | Aquest fou l'art suara conegut ab los diferents noms de saxó, normand y llombard, trets de nacions que ab bona sort lo cultivaren, mes que á la fi ha trobat la denominació més convenient y segura de románich-bisantí. | » |

Anota la peculiaritat catalana:
| « | á la nostra Catalunya li pertoca una bona part de la gloria del art modern ["romànic"], sens qu' això vulga dir que fos un centre y una escola á la qual vinguessen á estudiar los de las altras térras, sinó perqué sapigué ferse sevas, y realisarlas ab especial perfecció, totas las invencions que de fora venían. | » |

Dona dades sobre antics pobladors i antiguitats:
| « | Deixant apart los monuments primitius (inexactament anomenats prehistórichs), los tan escassos com preuats fragments helénichs, las riquesas romanas... que donan bon testimoni de la grandesa de la capital de Espanya citerior y de no haver sigut poca cosa altras ciutats […] y lo que se sap haver existit y ha sigut arrebassat pel temps y per las novas construccions | » |

De l'Espanya goda diu «veyem formarse aquí un art cada dia més fèrtil y explendent» i dels musulmans «dels alarbs ha quedat per cert molt poch». Discrepa sobre l'abast de la influència islàmica en una nota:
| « | Dels alarbs vingué l'us de l'arch de ferradura y dels aximesos ó finestras ab trencallums y també, segons sembla, de las rejolas de Valencia y dels guadamecills; mes no, segons creyem, molts ornaments y entrellassats. Se diu, mes no 's prova, que té molt d' arabesch lo claustre (ó la claustra pera parlar com los nostres antichs) de Sant Pau del Camp, tan original en la figura com en la construcció. | » |

Sobre la vinguda i implantació de l'art carolingi:
| « | Ab las armas carolingias vingué l'art dels pobles d' allá 'ls Pirineus, que havían ja rebuda y anavan rebent l'influencia oriental. Aquella restauració era, no cal dirho, especialment religiosa, y derrera dels guerrers venían los bisbes y 'ls monjes, portant tota una civilisació, en que hi anava com necessitat y ornament lo séquit de totas las arts. Gran nombre de temples y monastirs se edificaren en lo segle ix, mes tots, ó quasi tots, y lo mateix se pot dir del X (no creyém que ni del un ni del altre subsistesca cap obra sencera), cayguéren pera fer lloch á construccions novellas y més artisadas. Si las més antigás foren obra dels reys franchs, quant més ó menys plenament dominavan y quant, per altra part, nostra metrópoli ecclesiástica era encara enllá 'ls Pirineus, la vida passá després del centre al estrem y l'art se feu á poch á poch y per tots conceptes, propi de la nostra casa. | » |

Comenta l'arribada i desenvolupament del romànic a les nostres contrades:
| « | Las tradicions, molt y molt poderosas del art llatí dels últims segles, las comunicacions quotidianas ab lo mitjorn de França, sens dubte també las que teniam ab las parts d' Italia [nota al text: Així ho fan creure las costums viandants dels antichs artistas y las lligas y 'l comers dels nostres ab aquellas parts] ministravan elements á aquell art, que com nascut de vera inspiració, no s' contentava pas ab imitacions y fredas copias. No pogué ser major l'activitat y la riquesa, ni tampoch se pot imaginar una producció més diversificada. L'arquitectura d' aquells segles se 'ns presenta ab totas sas modificacions y especies: desd' aquell estat més rudimentari en que una ratlla valia per una voluta y duas ó tres ratllas per una cara d' home [nota al text: Així 's veya en un ala (ja destruida) del cláustre del antiquíssim monestir de San Sebastià dels Gorgs. Se 'm fá notar que moltas vegadas la rusticitat no provenia d' impericia, sinó de que no 's vá acabar l'obra; mes no era segurament així en lo cas citat], fins á las maravellas de l'escarpra que s' admiran en los innombrables y sempre diferents capitells de tants y tants claustres; desde 'l genre quasi del tot románich que 's veu en las bellas ecclesias de Sant Pere de Roda y Santa Maria de Besalú, fins al complert románich-bisanti de que 'ns restan tants exemples; y dintre de aquest, desd' aquellas construccions en que apareixen tan sols los elements més necessaris, com Sant Pons de Corbera y tants altres, fins á las construccions plenas de riquesa y fantasia de que es mostra, no única, mes sí superior, lo front (ó fatxada) de Santa Maria de Ripoll; desde las invencions que als nostres ulls semblan un poch estranyas y massa fantásticas, fins á las concepcions més severas com lo refectori de Poblet, á las d' una noble magnificencia com l'absis interior de Sant Pere de Besalú, ó d' una puresa verament clàssica com lo de Sant Martí Sarroca. | » |

I sobre la transició del romànic, en «ple vigor y vida», al gòtic:
| « | Lo estil bisantí s' en anà, y no com altres estils per esmortehiment y decadencia, sino ab ple vigor y vida, com mostra en las moltas y ben celebradas obras de las anomenadas de transició en que aquell encara domina. Y s' en aná no sens deixar entre nosaltres may oblidadas tradicions. Aixó's veu en algun edifici en que 's manté bona part de aquell estil, fet en temps no gaire llunyà [nota al text: Per exemple la boniquíssima capella de Sant Johan de Vilafranca del Panadés que semblaria del comens del XIII y no existia encara en 1307. Veja 's Memorias de la Academia de Buenas Letras, II, 527. Nota] y en la continuació del arch redó en construccions que son per altra part del genre més modern [gòtic]. » ¿Per quin camí arrivá á Catalunya lo nou arch que diferencia de las més antigas las últimas obras bisantinas? Sens dubte del Septentrió, d' ahont venían llavors totas las invencions y tot avens, y foren tal vegada sos introductors ó al manco sos primers propagadors, los monges que provenían del nou institut de Claravall, transplantat á regions més meridionals y passant molt aviat á Catalunya. | » |

#### Claustre de Sant Salvador de Breda
Cèsar August Torras i Ferreri va escriure la monografia "IX. Breda. Cláustre del monastir de Sant Salvador". Proporciona algunes dades històriques:
| « | La fundació del monastir de Benets de Breda data del any 1041, en que Geralt y Ermesinda de Cabrera, en cumpliment de cert vot espiritual, feren alsar un sagrat casal en honor del Salvador del Mon, de Sant Miquel y de Sant Benet, establinthi monjos de la ordre benedictina […] Consta ademes per l'acta de la consagració, existent en lo reyal arxiu de la Corona d'Aragó, que aquesta fou feta en 1068, per lo bisbe de Gerona Berenguer, assistit per altre Berenguer, bisbe de Barcelona y per Amato segon abat del monastir. Se desprèn d'aquesta meteixa acta, que lo primer abat fou Sunier ó Suniario, qui morí sens poder veure la consagració. | » |

Fa algunes apreciacions:
| « | La galería nort, —representada en la lámina—, es la part mes conservada. Sols quedan en peu las arcadas, mes per ellas se pot judicar complertament de la bellesa y carácter que tindria aquella modesta joya, mostra escullida de una de las distintas fases históricas del art en nostra benvolguda patria, que agermanaba á la perfecció y á la solidesa, la esbeltesa y la elegancia […] L'estil bisantí que domina en la execució general de la obra es de marcada época de transició […] Lo campanar es una hermosa torre quadrada, d'arquitectura románica, esbelta y magestuosa en alt grau. | » |

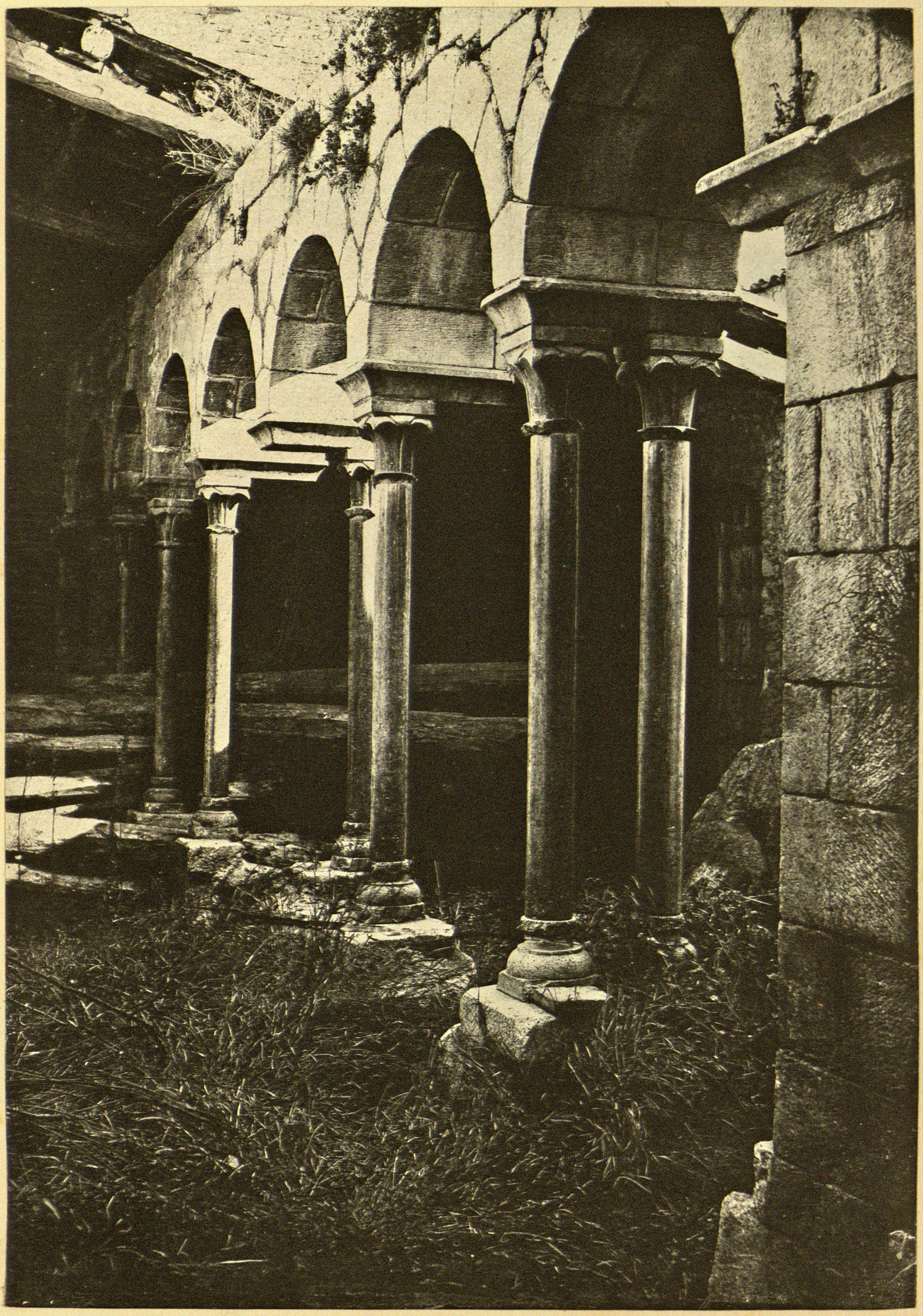
Estampa 4. Claustre de Sant Salvador de Breda.

En descriu les mesures i els materials dels seus elements:
| « | Lo tronch de la columna, de pedra marbre de Gualba, es cilíndrich y d'una sola pessa; fá 1,40 metres de llargària per 0,14 de diámetre; reposa dessobre una base ática molt degenerada. Lo motlluratge dels capitells, extremadament senzill, es enterament igual en totas las columnas. Los daus ó abacos, senzills també y sens adornos, están delicadament perfilats. | » |

Fa deduccions amb «altres remarcables fragments» de la galeria de migjorn:
| « | per ells se deduheix que las columnas, adornos y motlluratges dels capitells eran diferents en cada tram, deixantse entreveure ademes, que la part que resta avuy mes conservada era la mes senzilla, ja que 'ls capitells de las altres presentan en son trevallat notable variació de figuras y de detalls esmicolats, mentres que en aquesta son en extrem senzills | » |

Relata la pèrdua del monument quan la Tercera guerra carlina:
| « | Sufrí aquest claustre, a l'igual de lo restant del monastir, de que formaba part, son primer enrunament en lo any 1835, y acaba d'esser enderrocat y reduhit al estat actual, en la última guerra civil. | » |

I ens explica el seu estat de decadència:
| « | Convertida actualment aquesta reliquia arqueológica en miserable dipósit de taulons y de desferras […] está cridada sens dubte á desapareixer promptement, si no la salvan de son enrunament total las corporacions que dehuen estar interessadas en sa conservació, ó bé lo bon gust, per altre part, de la persona que avuy la posseheix en propietat. | » |

#### Façana de Sant Cugat del Vallès
Ramon Soriano signa l'apartat "XIII. Sant Cugat del Vallés (Monastir). Fatxada principal de la iglesia". Se sorprèn en arribar-hi:
| « | Devallant la serra [de Collserola], s' ovira ja lo monastir de Sant Cugat, que 'ns atrau la atenció fins al arribar á la vila; mes al entrar en la plassa nostre admiració es gran: créyam veure una catedral y 'ns trobem ab una fortalesa; créyam veure finestrals, y rosetons, y estatuas, y arcadas, y campanar... y 'ns trobem ab murallas enmarletadas y torres de refors y de defensa. | » |

Descriu la façana:
| « | en son centre, encara que no seguint ben be lo meteix ege vertical, s' obran la porta y lo rosetó; á la dreta, mes enrera, despunta lo campanar, y sobre tot eix conjunt, com coronantlo, s' eleva lo imponent cimbori. | » |

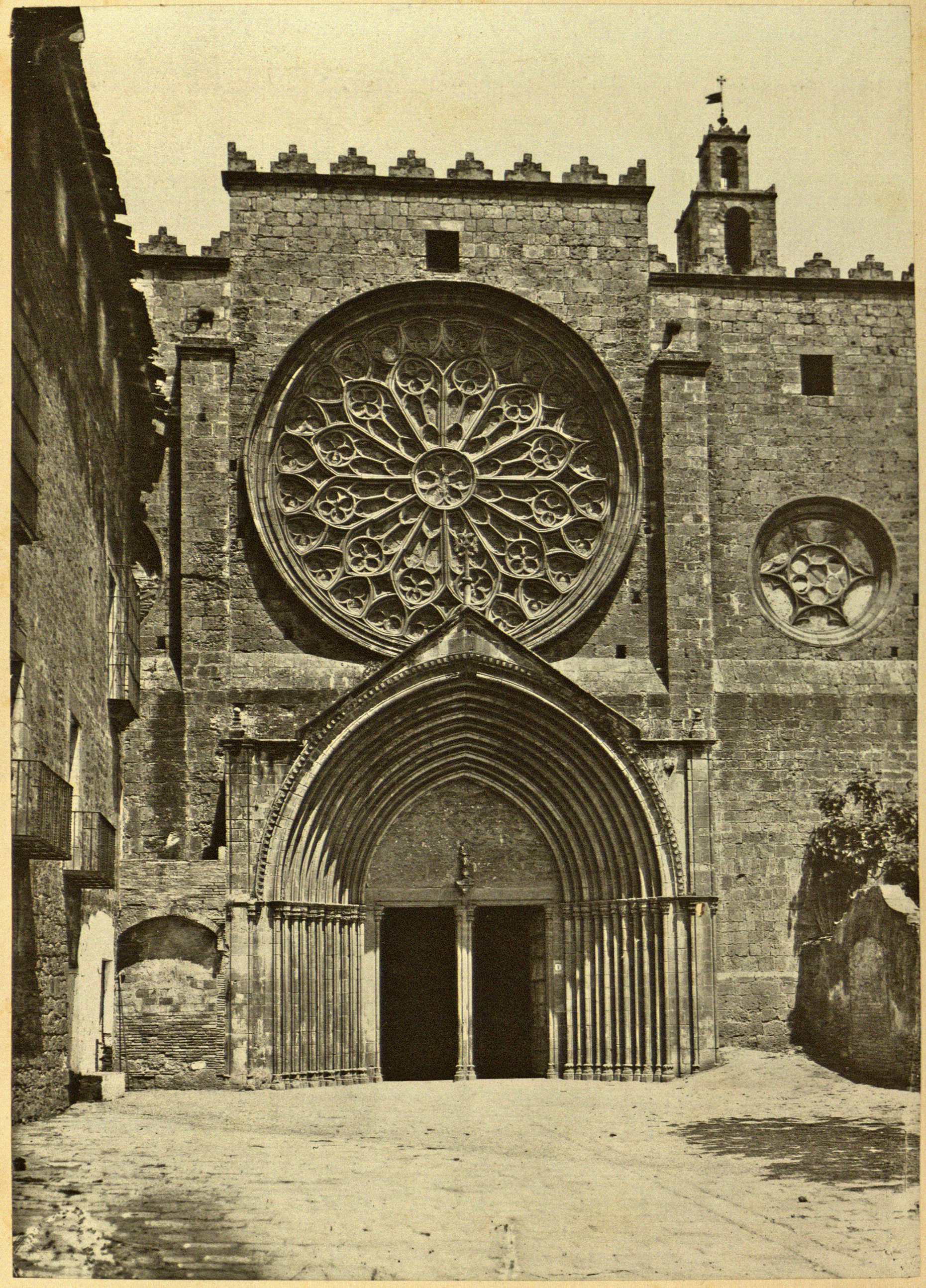
Estampa 8. Façana gòtica de Sant Cugat del Vallès.

Fa unes consideracions sobre la portalada:
| « | Forma la entrada del temple una grandiosa porta en ogiva […] composta per gran número d'archs en degradació, sumament ample, lo que la fa semblar molt menys esbelta de lo que en realitat es. Es tant primitiu l'estil gótich en eixa porta, que á no veure 'ls archs lleugerament apuntats, diriam que es bisantina, y aixis deuría ésser, puix que bisantina es la planta de la esglesia, bisantina sa construcció y bisantins sos detalls […] La severitat es son mellor ornament; son sols adorno, un rengle de fullatge qu' orla son arch. | » |

Finalitza la jornada excursionista:
| « | Pensatius y cap ficats arribarem á la estació [de "Sardanyola"] ahont lo estrident xiulet de la locomotora nos tornará á la realitat del avuy. | » |

#### Monestir de Sant Pere de Casserres
L'arqueòleg i escriptor Joaquim Guasch i Ribera s'encarrega del capítol "XIV. Plana de Vich. Monastir de Sant Pere de Casserres", una de les dues monografies dedicats al monestir cluniacenc, «monument bisantí dels mes antichs de la plana de Vich». Dona detalls d'estudis precedents:
| « | L'erudit anticuari Dr. D. Jaume Ripoll, publicà en 1824 varios documents pera demostrar antiguitat y vicissituts d'aqueix monument. En nostres días l'il-lustrat historiador En Pau Parassols y Pi, Pbre., en son compendiós y docte opúscul sobre Sant Pere de Casserras, diu: que lo probable es, que la fundació del monastir data dels principis del segle xi. | » |

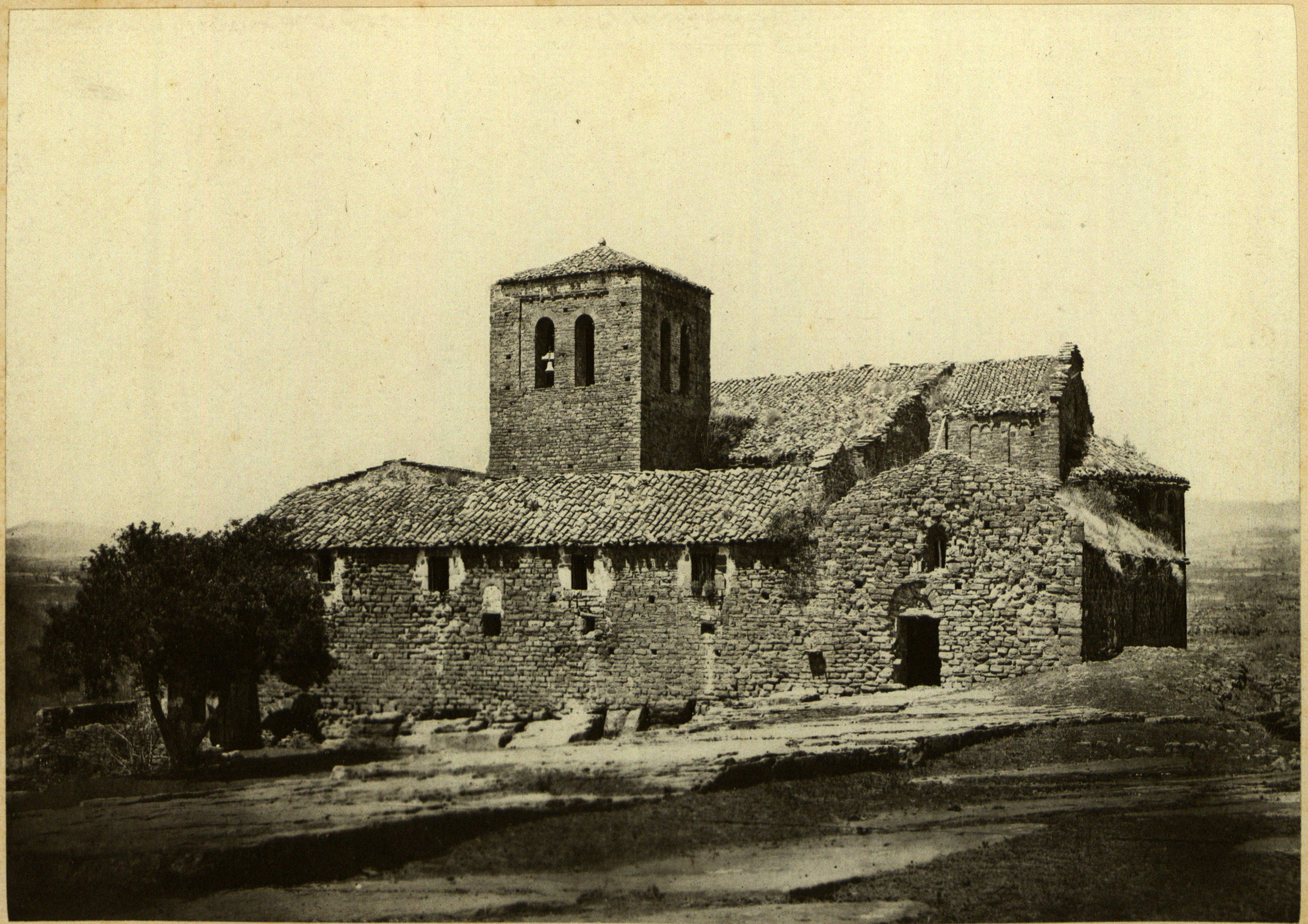
Estampa 9. Monestir de Sant Pere de Casserres.

Relata les característiques de l'edificació i de l'antiga església enrunada al sud del monestir i els seus sepulcres, de la història i vicissituds del lloc:
| « | L'edifici está complertament ruinós y los claustres enterament soterrats. S'hi notan encara sepulcres de forma esbelta y graciosa y s'hi veuhen espargits capitells bisantins, dignes de figurar en lo museu del arqueólech, causant admiració sobre tot, lo grandiós y atrevit arch de pedra, qu' arrancant de mitj precipici sobre la roca, donava pas á la entrada principal del santuari. | » |

I ofereix recomanacions i reflexions al «viatjer»:
| « | Viatjer: si no has estat may á Sant Pere de Casserras, pots ab la lámina que't presentem, contemplar un dels mes notables monuments de l'art religiós de la terra catalana; mes si en alas del entussiasme per las cosas que parlan al cor, anares á meditar prop d'aquells murs venerables, no podrás menys d'entristirte al pensar que l'incuria dels homens y lo trevall del temps, acabarán ab aqueixa joya que'ns deixaren las generacions passadas […] En compendi: arqueólech y naturalista, no deixau de visitar aqueix monument y aqueixa encontrada, que per quant son mes desconeguts, mes viu será lo plaher que n'experimentareu. | » |

#### Claustre de Sant Cugat del Vallès

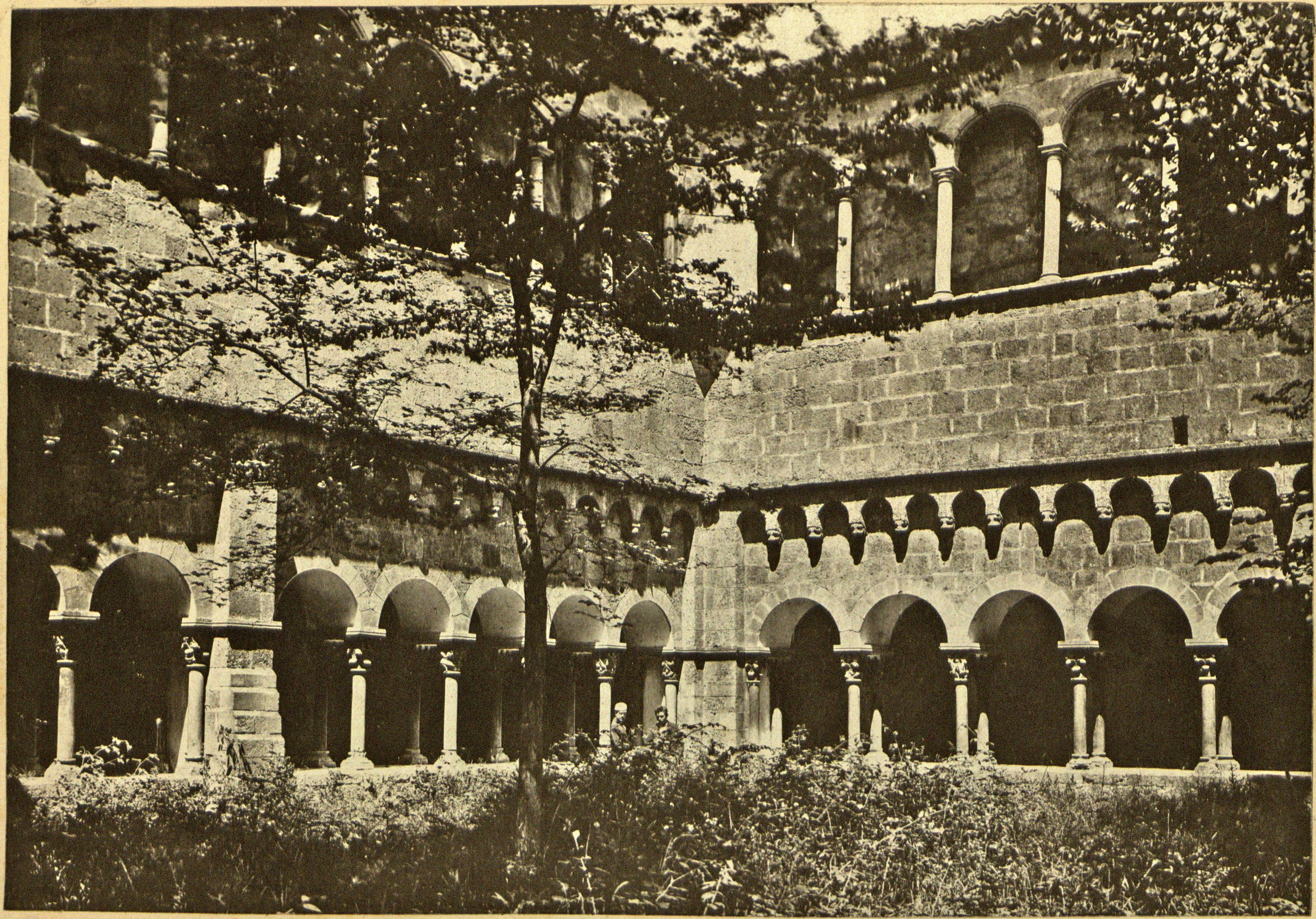
Estampa 10. Claustre de Sant Cugat del Vallès.

Antoni Aulèstia Pijoan redacta "XV. Monastir de Sant Cugat del Vallés. Claustre (Resúmen histórich)", un dels quatre articles de l'Album Pintoresch-Monumental dedicats al cenobi benedictí, on fa un recull històric del cenobi i refereix alguns dels bens que custodia —pintures, còdexs, llibres, vestidures litúrgiques, etc.:
| « | Deixant pera una altre fulla [la monografia de Domènech i Montaner] 'l parlar de las bellesas artísticas del claustre una de quals alas representa la làmina adjunta, tócans á nosaltres, pera completar lo conjunt descriptiu del monument, explicar en pochs mots sa historia […] La noblesa y antiguetat d' aquesta casa la feu possehedora de grans preciositats en obras d' art, entre ellas la copa ó cráter que 's deya de Carlo Magno de gust purament bisantí. | » |

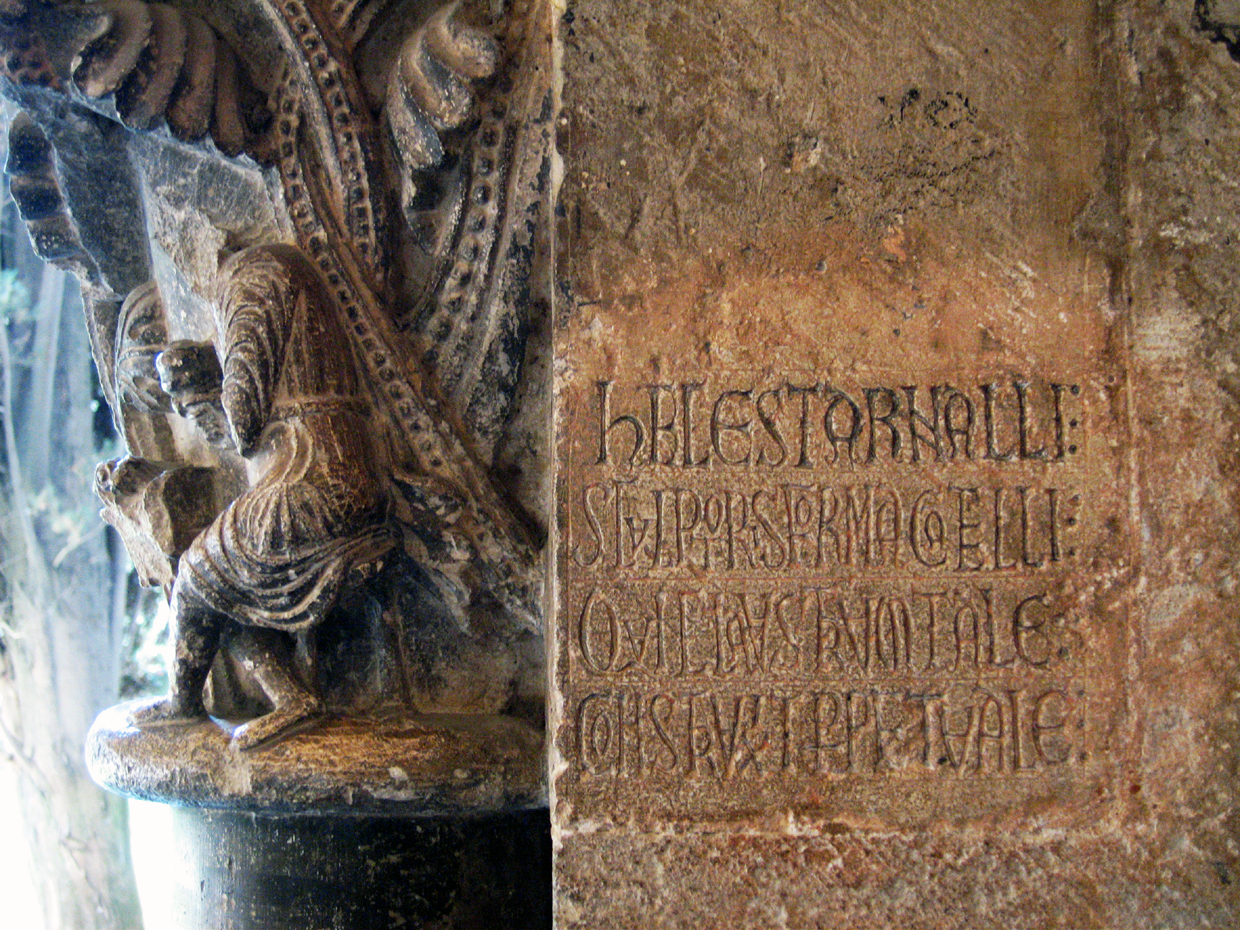
Representació de l'escultor Arnau Cadell, assegut i treballant, i epigrafia. Claustre de Sant Cugat del Vallès.

Llegeix l'epigrafia del claustre referent a l'artista que hi treballà: «HEC EST ARNALLI / SCULTORIS FORMA CATELLI / QUI CLAUSTRUM TALE / CONSTRUXIT PERPETUALE» ("Aquesta és la figura de l'escultor Arnau Cadell que tal claustre construí a perpetuïtat"). Parla del Castrum octavianum ubicat en el lloc del monestir en temps dels romans, d'Almansor, de la restauració romànica:
| « | La terrible algarada d'Al-Mansur en 985 ocasionà la ruina del cenobí, que no torná á veure á sos antichs habitadors fins que trets los moros, l'abat Otho hi torná á aplegar sos companys […] L'abat Withard son successor, acabá la fábrica del temple actual en la part románica, que sería la posterior ó sia 'l creuer ab son ábside, comensantse desseguida (1013), la construcció del claustre en lo qui treballá un tal Arnau, segons la lápida qu' encar s' hi conserva. | » |

I acaba amb la desfeta del monestir:
| « | A principi d' aquest segle algunas voltas ressonaren en los àmbits d' aquell alberch de pau los remors de las bregas ab los francesos invassors […] Alguns anys mes tart en 1835, lo que no havia fet l'extranjer ho feren los fills de la terra, y 'l Monastir sufrí la deplorable sort dels altres principals de Catalunya, víctimas del incendi y la ruina. Per fortuna queda encara avuy la major part del conjunt del vell edifici, en especial, la iglesia, dedicada al cult, y 'l claustre, una y altre admiració del viatjador. | » |

#### Paisatge de Sant Pere de Casserres
Cessar August Torras signa la monografia "XVI. Plana de Vich. Paisatje de Sant Pere de Casserras". Hi fa una descripció geogràfica, botànica, geològica, històrica, "espiritual" i de les tombes antropomorfes del paratge, i hi inclou el cenobi que s'hi ubica. Dona una impressió del marc geogràfic:
| « | Formala [la serra del lloc] una llarga y estreta llenca d' inmens y gegantesch rocam de mes de mitj' hora d' extensió […] s'escorra ab lleugeresa lo riu Ter arrastrat per una corrent impetuosa, gemegant tristament y donant sobtadas voltas com si busqués espahordit lo medi mes prompte de sortirse d' aquell feréstech lloch […] aixis es que tot atrau allí al romanticisme mes exagerat ó á un místich deliri. | » |

Recorda els antics habitants:
| « | Davant d' aquell magnificent quietisme de la naturalesa, d' aquella inmensa y magestuosa soletat qu' exten sa imponenta y melancólica grandesa […] se compren en tota veritat al auster anacoreta, qu' abrumat tal volta per terribles desenganys de la vida, enlairant l'esperit á las regions eternas y transportat mes prop de l'infinit per la sublim resignació cristiana, busca en la solitaria concentració un dols lenitiu ó un complert oblit, ó al sabi monjo qu' entregat en lo reculliment y 'l sossego á la meditació y al estudi, escorcollant los desconeguts misteris de las ciencias, arriba fins á las mes apartadas fitas de la sabiduría […] Aquells antichs habitadors de nostras terras […] farían d' ella son lloch sagrat y afavorit, com ho testimoniavan […] los dos dólmens existents en son cim […] Un fort castell construït en la punta de la serra per los romans […] li dona lo primitiu nom: castrum serras. | » |

Destaca el monestir:
| « | Realsan lo fantástich aspecte de l'aspre y solitaria serra, las ennegridas y rónegas parets de l'antich y ruinós monastir, solitaria y digna estada en altres temps de monjos cluniacenses situat en lo cim y que avansant ardit, resta com sospés sobre l'abisme. Resaltan en éll la gravetat artística y mística senzillesa de las ratllas arquitectónicas de la enrunada església del segle xi; la severa y magestuosa portada, aparedada per dissort; lo típich campanar, torre quadrada románica; y l'atrevit y macis arch de pedra —qu 'era d'entrada del monastir— obert en la roca, damunt meteix de la pahorosa gola del fondo precipici. | » |

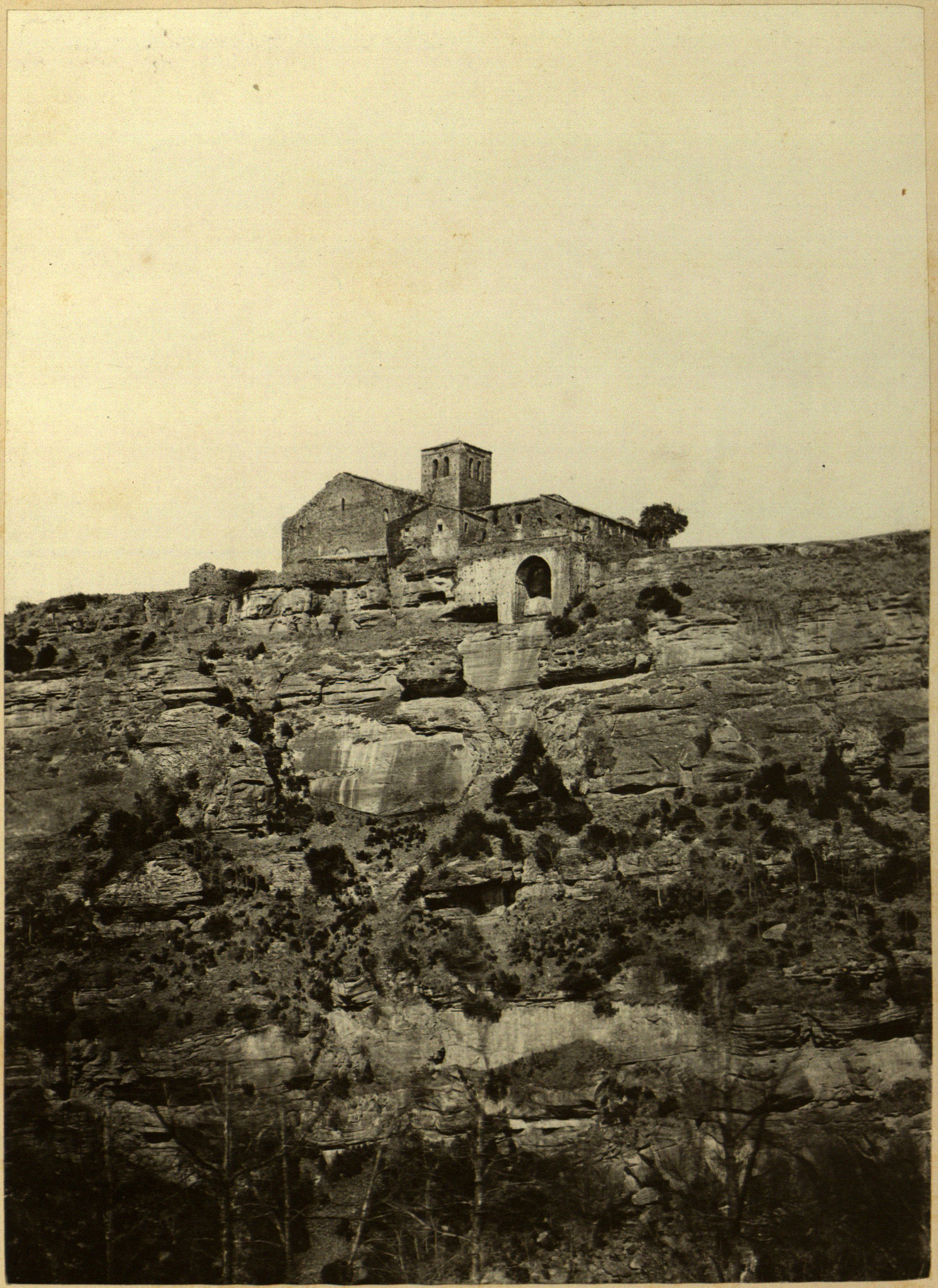
Estampa 11. Sant Pere de Casserres.

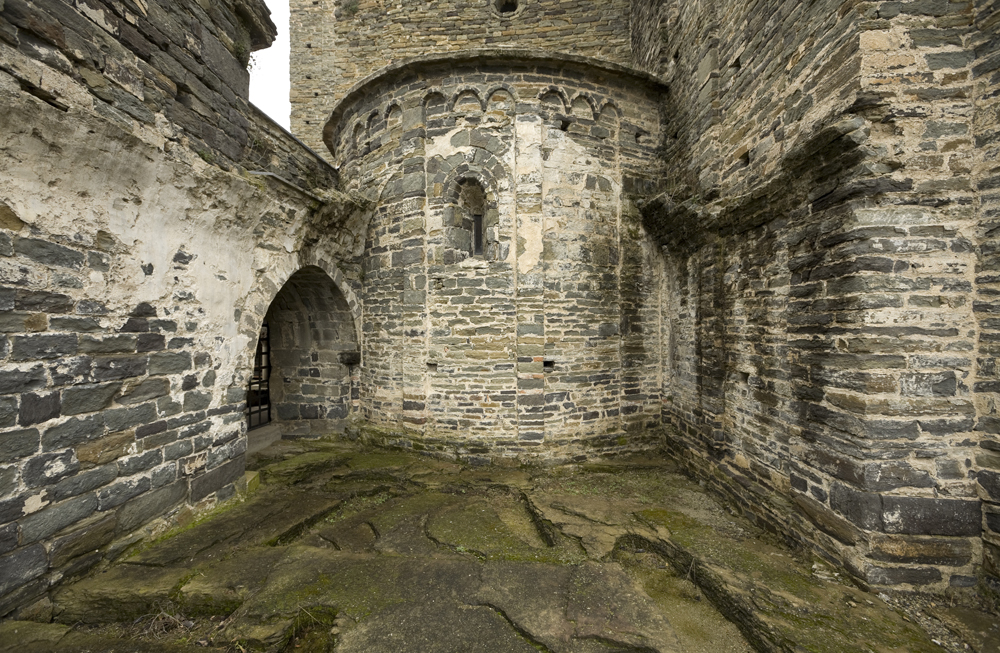
Tombes antropomorfes arran d'absis llombard. Sant Pere de Casserres (Osona).

Detalla els sepulcres antropomorfes, també dites tombes olerdolanes, dels segles IX-XI, típiques d'època alt-medieval, presents:
| « | á la part meridional del monastir y á poca distancia d' éll, s' hi troban antiguas y notables sepulturas. Están entretalladas en la roca viva, marcant la configuració del cos y del cap humá […] tindran 2 metres de llargària per O'50 m. en la major amplaria del cos, y O'25 en la del cap y altre tant de fondària. Lo galzer que las envolta dona á compendre que anirían tapadas per alguna llosa […] han sigut fins ara y continúan essent consideradas per molts —entr' ells lo expressat Mossen Parassols— com á celtas ó fenicias, mentres altres conjecturan, apoyantse en distints datos, que perteneixen als primitius cristians. | » |

I conclou:
| « | mereix ésser visitat, tant per l'excursionista curiós y entussiasta per las cosas de la terra, que busca tant sols esplayarse y embadalirse […] com del ardit viatjer […] portat en alas de la investigació y del estudi […] Aneuhi, y ben segur que no vos doldrà lo viatje. | » |

#### Església de Sant Cugat del Vallès
Jacint Torres i Reyató compon el text "XXI. Sant Cugat del Vallés (Monastir). Iglesia" on repassa els elements arquitectònics:

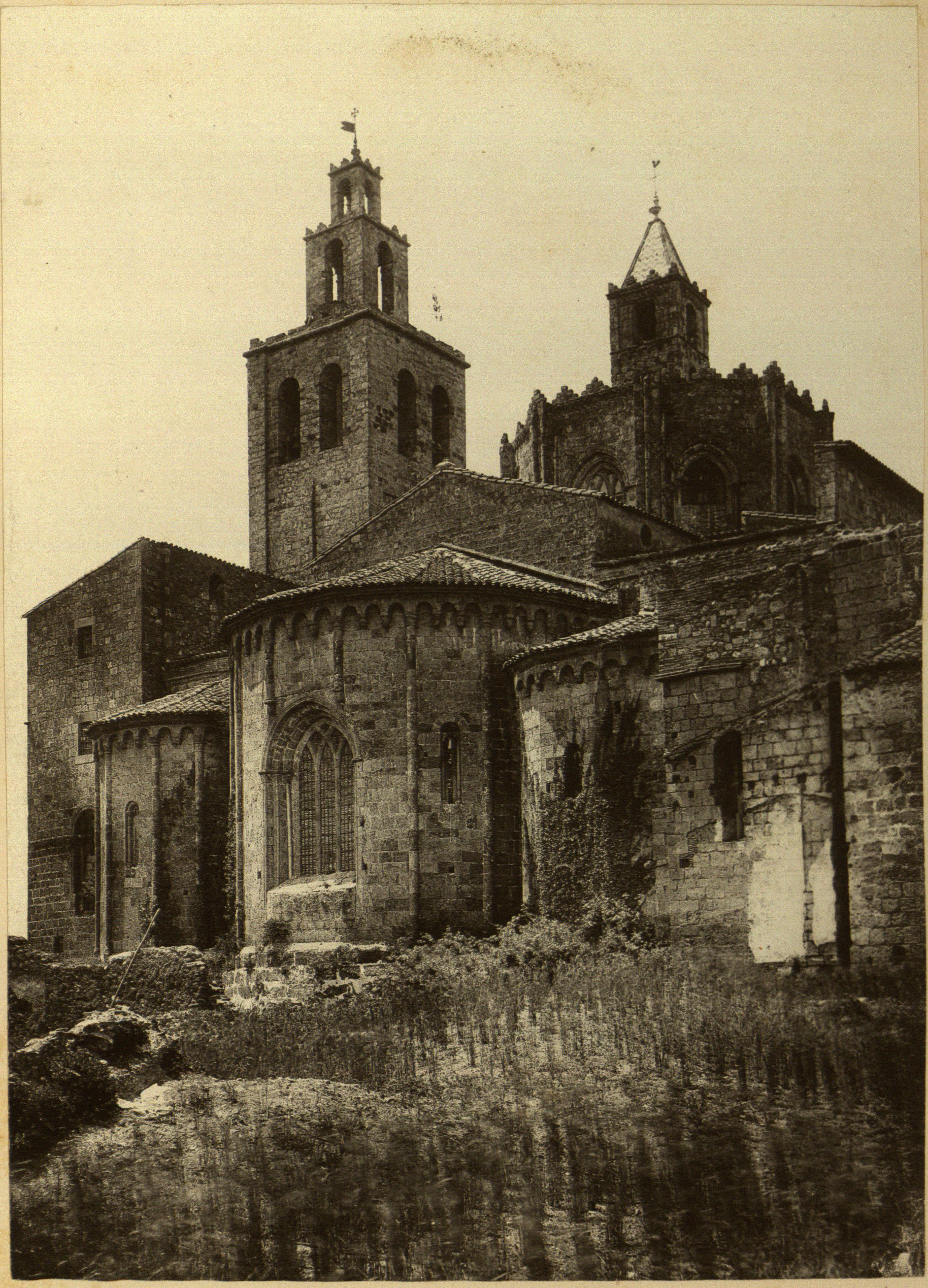
Estampa 16. Sant Cugat del Vallès.

| « | Constituheixen la iglesia, derivació de la basílica llatina, los tres ábsides, major lo central; una nau transversal que 'ls separa del creuher, lo creuher ó transeptum, la sagristia y cuatre naus […] Los tres ábsides, lo crehuer y 'l campanar, situat en l'extrem Sur d' aquest, perteneixen al segle xi; essent las mes antiguas d' aquestas construccions, lo campanar y l' ábside que hi ha á ma dreta del major, com ho denota sa part exterior mes sencilla que la dels altres dos ábsides [...] » Sobre 'ls quatre archs torals del creuher s' assenta l'octogonal cimbori que, per las ojivas lleugerament apuntadas de sas finestras, per las arcaturas entrellassadas que 'l coronan exteriorment y 'ls senzills contraforts, que 'l reforsan, indica bè 'l período arquitectónich de transició en que fou construhit (segle xii); atenent á que en sa part interna conserva encara del románich alguns importants detalls, com son principalment las columnas ab sos capitells y bases qu' aguantan los nervis de sa volta y 'Is modillons que las sostenen. Perteneix també á aquest período la finestra en ojiva del ábside major [...] » Las voltas de las naus, es à dir, desde 'l creuher á la paret de la fatxada principal, son de la segona mitat ó de últims del segle xii, com ho indican sos nervis, consistents en tres baquetons reunits paralelament de modo que 'l central sobresurt als dos restants, y las arxivoltas senzillas ó de secció rectangular. | » |

Segueix:
| « | Lo gran rosetó de la fatxada está obert frente la nau major y perteneix al período en que es desarrolla la arquitectura nomenada gótica radial (segle xiv) […] La porta de entrada sota 'l rosetó, perteneix al anomenat gótich primari (segle xiii). En lo tros de paret que medía entre aquesta porta y 'l bautisteri, hi ha arrimat un altar qual frontal fou construït en la primera mitat del segle xi, manifestant per sas esculturas ben impresa en ell l'influencia de l'escola bisantina. Una d' ellas, posada al centro, representa una Verge assentada tenint son Fill á la falda, rodejada d' una aureola pròximament oval ó siga amb forma de gra d' ordi tancat en un enquadrament en quals espays angulars hi ha las alegorías dels quatre evangelistas. Segurament fou aquest lo frontal pera qual construcció lo compte Armengol d' Urgell apellidat lo Cordobés, en son testament fet en l'any 1010, lega á aquest monastir trenta unsas d' or. | » |

Fa referència als temps en que «'ls prelats vestían alternativament l'hàbit religiós y 'l trajo guerrer»:
| « | Lo cop de vista mes pintoresch pera 'l qui visita aquest monastir, es sens dubte lo monumental conjunt que ofereix la part posterior de sa iglesia. Fidel trassumpto d' aquells temps en que 'ls prelats vestían alternativament l' hàbit religiós y 'l trajo guerrer, deixant ab freqüència d' abrassar la creu pera empunyar l'espasa quant aquella era insuficient pera senyalar un limit á las ambicions dels senyors feudals ó á las invasions dels sectaris de la mitja lluna; se veu en ell en primer terme lo apacible misticisme que revela la macissa fábrica dels tres ábsides ab sas estretas finestras románicas, gelosas de que la llum penetre per ellas, amigas de la obscuritat que regna á dins del santuari y que inspira tranquila meditació; contrastant singularment ab lo bélich aspecte de que fan gala lo cimbori y lo campanar coronats de marlets, mes alt aquest que aquell y que, robust y colrat, s' aixeca ab la arrogancia y serenitat del vell centinella que protegeix oportunament ab sos tochs d' alarma lo casal confiat á sa vigilancia.» | » |

I finalitza amb un retret, referent a un retaule del segle xiv conservat a l'església del qual ningú en gaudeix, ja que no s'hi fan misses:
| « | qu' es mòlt de doldre lo que no celebrantshi may las augustas ceremonias del culto cristiá, se vegin privats de tributarli 'l seu en algun dels principals museos tots los amants de las bellas arts. | » |

#### Claustre de Sant Cugat del Vallès
Lluís Domènech i Montaner redacta la monografia "XXIII. Sant Cugat del Vallés (Monastir). Claustre". De fet, va ser l'únic arquitecte d'entre els autors de l'Album Pintoresch-Monumental. Comença el seu article amb impressions romàntiques sobre la idoneïtat arquitectònica i espiritual dels claustres romànics:
| « | Lo brugit del mon s' estrella contra la forta muralla que 'ls enclou, y si per cas hi penetra es elevant sas vibracions en l'ayre passantlas per sobre la reclosa galeria y deixantlas caure com reflectadas y amansidas per las serenas regions superiors [... on] l' home pensador debía trobarhi sempre un medi apropósit, ple de suau y serena calma, pera esmortehir sas passions y sos dolors, ó animar sos defalliments convidantlo á consoladora meditació. | » |

Presenta descripcions referents a l'àmbit arquitectònic del claustre del monestir:
| « | Cada un dels costats está format, com los dels claustres de Ripoll, per quinse archs sostinguts per columnas acobladas ab un abach comú; á cada tirada de cinch archs correspon un matxó contrafort, que junt ab los dels ánguls donan estabilitat á la galería baixa. | » |

Parla dels elements principals:
| « | Lo claustre enclou un verdader tresor en sos capitells que mereixen lo més detingut estudi, ja per sa general bellesa, ja per la genealogía de sas formas, ja per lo simbolisme de son bestiari, ó ja per las escenas que representan. | » |

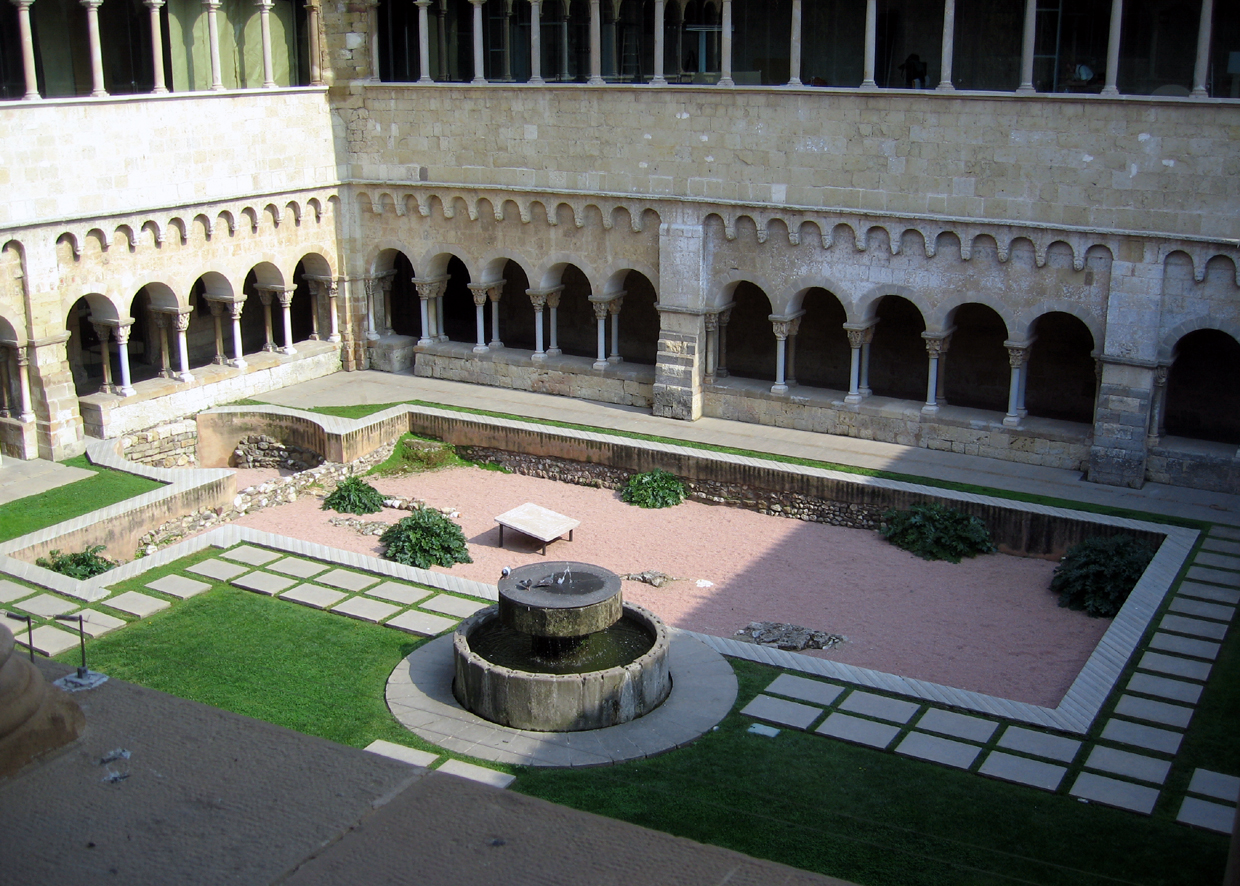
Una tirada d'arcuacions de la galeria est i dues de la sud; al centre del claustre s'observa la planta de l'església visigòtica precedent. Sant Cugat del Vallès (Vallès Occidental).

Defineix el detall artístic del «verdader tresor»:
| « | Per lo general los elements de la flora ornamental, son las fullas de cinch puntas esquinsadas, ab nirvis y tronchs perlejats, formant llasserías y las fullas cordiformes ab dits transversals, tenint també tronchs entrellassats dels quals penjan rahims ó fruyts. | » |

El bestiari, amb animals reals i «fantástich-simbólichs»:
| « | La fauna real y la fantástica están representadas en los capitells del monastir per los següents animals que 's distingeixen perfectament; la 1a pe 'l lleó, lo caball, lo gos, lo bou, 'l senglá, 'l moltó, l'ovella, la llebra, la serp, lo gall, alguna au de rapinya y peixos; y la fantástica está representada per l' ybex, l'ichneumon, lo griu ó grifo, 'l drach, la sirena, 'l centaure y l'arpía. | » |

Descriu en quines actituds es presenten més sovint els diferents éssers:
| « | L'ybex, au semblant á las gallináceas y sancudas, pero ab cap més robust que aquellas, se troba marxant sobre 'l collarí dels capitells, formant grupos entortolligats, picant sobre rahims, fullas ó fruyts y mossegantse ab sos iguals. | » |

Fa una relació sistemàtica dels capitells historiats descrivint-los acuradament:
| « | Los capitells historiats sense ornamentació, ascendeixen á una vintena y representan los següents assumptos: [...] - 2n. ["capitell 2n"]. Escena de tres figuras molt rompudas, una d' home dormint ó meditant, y un altre conversant ab una dona (la Verge santa potser), y mostrantli un objecte que está romput. L'assumpto deu estar relacionat ab la fundació del monastir, (13é interior, nort). [...] - 4t. Grupo de guerrers, un rey ó príncep té sota sos peus un home al qui fereix ab una llança, (2n interior, claustre de migdia). [...] - 10é. Miracle dels pans y 'ls peixos expressat ab suma sensillesa. (10è interior, del mateix claustre). [...] - 20é. Figuras de ropatje talar cap per avall, apoyadas de mans en lo collarí, aparentant sostenir ab los genolls los ánguls del abach del capitell, entremitx altres figuras tocant la butsina y uns altres instruments de percussió. (8é interior, del mateix claustre). | » |

Els divideix en tres tipus:
| « | Capitells purament ornamentals de forma derivada de la corintia-romana; capitells ornamentals de forma análoga al escafoide; uns ab fullatje y entrellassats tronchs, altres ab aquestos elements combinats ab figuras d' home y d' animals fantástichs ó reals; y, finalment, los capitells representan assumptos bíblichs, ab los quals están combinadas formas arquitectónicas, molt semblants en tots. | » |

Intenta determinar la data d'execució del claustre:
| « | No podem creure, com s'assegura, que la galería baixa pertanye als primers anys del segle xi. La disposició general, la proporció y dibuix dels capitells, l'estil de la primorosa escultura, las sábias composicions ornamentals ab son bestiari simbólich, ab sos fullatjes y trenadas cintas perlejadas, los dobles abachs ab l'inferior dentillonat; lo ardit del treball, furgant per sota dels elements ornamentals esculpits, deixantlos com qui diu montats al ayre, y més que res, los trajos de la época representats en algun dels historiats capitells, nos obliga casi á assegurar que sia un altre 'l claustre á que tals documents se refereixen y que aquest es del segle xii ben avansat. | » |

- Rentament de peus de Crist als apòstols
- Psicomàquia o triomf de les virtuts sobre els vicis
- Cicle de la infància de Crist: la nativitat de Jesús.

Finalitza fent consideracions respecte al seu estat d'abandó i formulant una desiderata: «Valdría la pena de fer una extensa y complerta monografía d'aquest monument». En el seu article de l'Àlbum Pintoresch-Monumental, Domènech especifica indicacions per al gaudi del monument:
| « | L'heliografía qu' acompanya pot donar idea dels tipos [de capitells] indicats, pero es menester contemplarlos sobre 'l natural pera convencers del grau d' avens en la composició, en lo dibuix y en la escultura á que habían arribat los autors del claustre de Sant Cugat. | » |

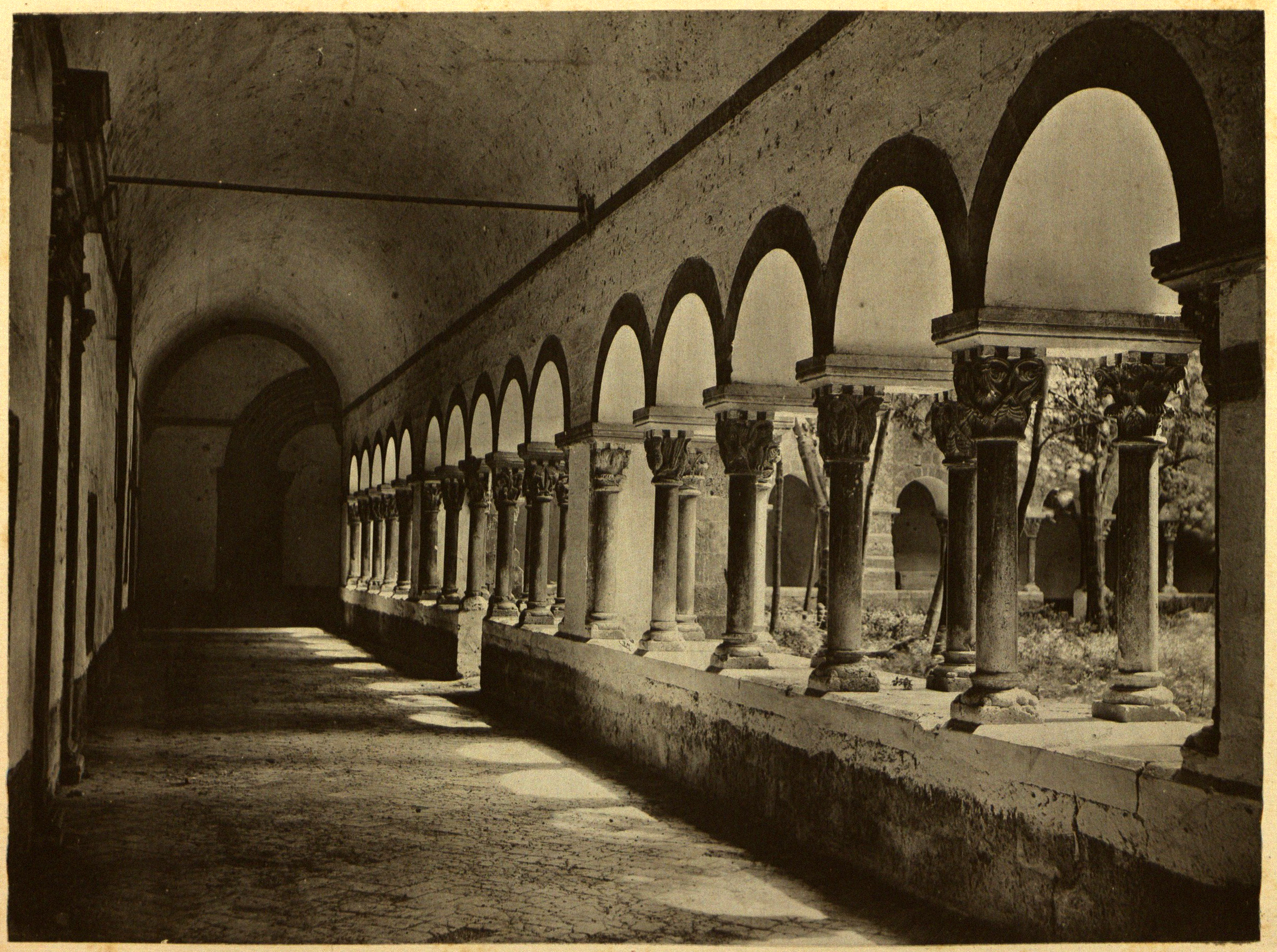
Estampa 18. Claustre de Sant Cugat.

I, comparant-lo amb altres claustres europeus, argüeix:
| « | Lo claustre del monastir de Sant Cugat del Vallés, pertany á aquella valenta brotada de nostra arquitectura que bé 's pot dir la posá á primera fila entre la de totes sas vehinas. | » |

Responent al fet que l'escrit de Domènech es presentava amb una longitud superior a la resta, el doble de la mitjana, la Comissió de Publicació el publica amb la següent nota: «Atenent à l'índole especialment descriptiva de la precedent monografia, la Comissió de Publicació no ha dubtat en concedirli més espay de lo acostumat.»

#### Sant Llorenç del Munt
Ramon Arabía y Solanas es pregunta en el seu text "XXVI. Montanya de Sant Llorens del Munt. Monastir de Sant Llorens":
| « | Meditem, donchs, y recorreguem la historia. ¿Qué fou Sant Llorens del Munt en las edats passadas? ¿á qué deu son origen? ¿á qué son abandono y llastimosa decadencia? | » |

Argumenta sobre l'origen del cenobi:
| « | lo probable es que, al destruhir los moros la ciutat d' Egara […] gran part de sos habitants se recullissen en ella fortificant sas inexpugnables alturas y que, haventhi entre 'ls fugitius alguns sacerdots, sobretot benedictins, visquessin aquestos en comunitat en la montanya […] per los documents que s' conservan del segle x en que s' parla ja del monastir com de fundació anterior y funcionant ab regularitat, be s' pot conclourer que al menos se remonta son origen al segle ix. | » |

Sobre «lo temple actual»:
| « | no es per cert de tan remota antigüetat, puig que s' alsá sobre la primitiva petita iglesia de la que s' han trovat restos al empendrer l' última restauració; la construcció bisantina qu' avuy contemplem data de la primera meytat del segle xi; comensada per Adegari I, lo nové de sos abats, pera satisfer á las creixents necessitats de la santa casa, fou termenada y consagrada […] á 22 de juny de 1064 (anno quinto regni Philippi regis viii kalendas julii) […] per los comtes don Ramon Berenguer I y D.a Almodis, sa esposa. | » |

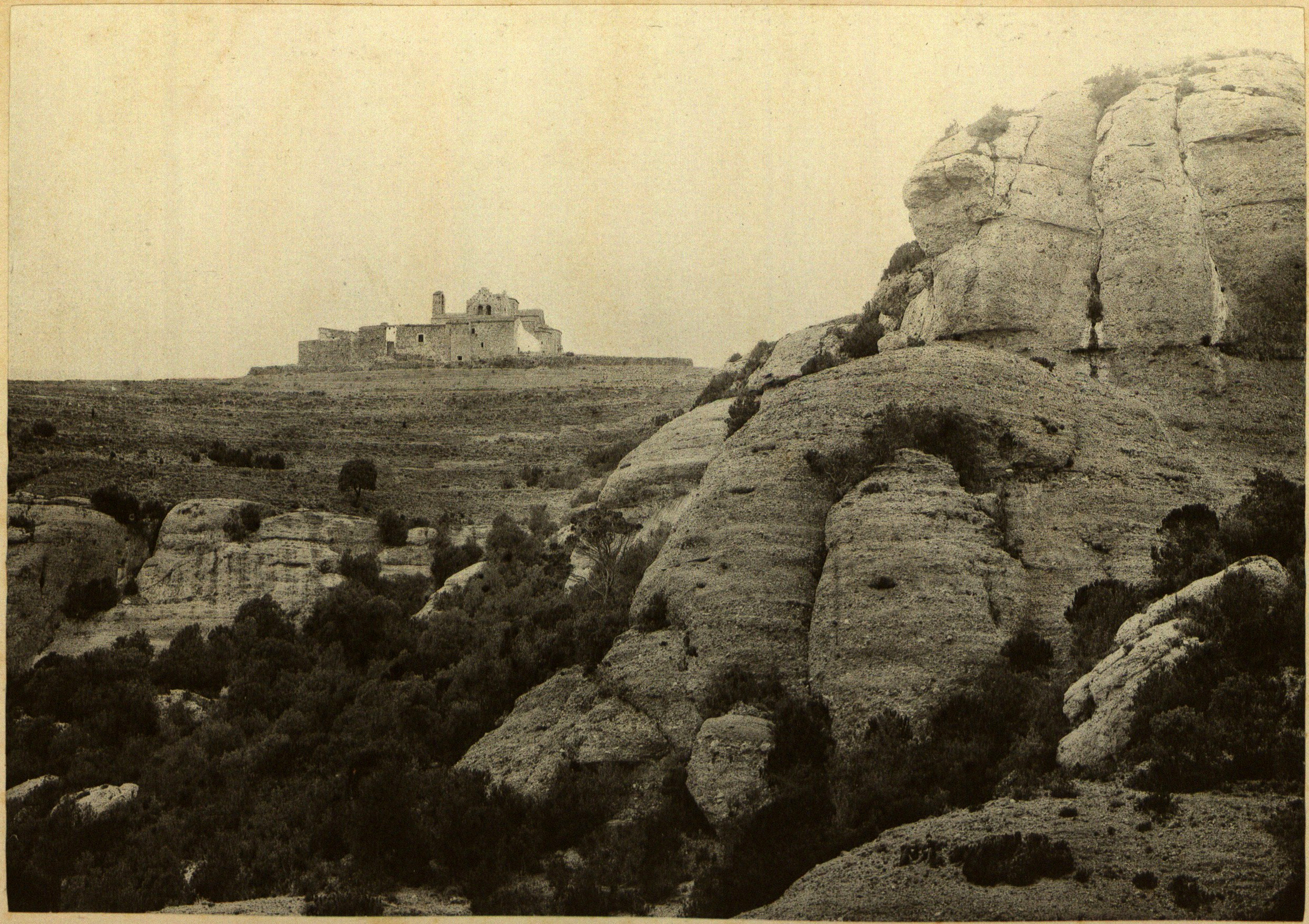
Estampa 21. Sant Llorenç del Munt.

Relata el que succeí arran que fou abandonat per la comunitat i incorporat, per butlla de 2 d'agost de 1592, al «Col·legi d'estudiants pobres benedictins de Lleyda»:
| « | Deshabitat desd' allavors lo temple […] fou molt maltractat pel temps, mes las tropas de Napoleón foren las que acabaren de destruhirlo, profanantlo bárbarament […] Al piadós y patriótich entussiasme del R. Dr. D. Anton Vergés y Mirassó, Pbre., de quin opúscul sobre l' monastir extractem la major part d' estas noticias, se deu la restauració qu' últimament ha sufert y que l' ha preservat de sa total ruina. | » |

Esmenta característiques del monument:
| « | Senzilla, sólida y severa, la fábrica del temple s' armonisa perfectament ab los carácters generals de la montanya […] Sa planta es una creu llatina d' uns cent pams de llarch per seixanta de ample; son exterior lo forman un ábside entre dos ábsides, un cimbori damunt lo creuher y una torre quadrada á l'esquerra. Torre é iglesia comunican ab una especie de claustre adossat al temple per lo costat de mitjom y en ell se venhen algunas antiguas sepulturas. | » |

I acaba recordant el passat:
| « | Abatudas per la ma del temps las construccions destinadas á morada dels monjos, miserables casas s' han alsat entremitj de llurs restos y ofereixen al afadigat visitant abrich y sopluig. Tal fou y tal es lo monastir de Sant Llorens del Munt. Quant á posta de sol en aquella altura las sombras creixen y lo vent xiula, á la veu dels elements respon lo cor entristit plorant en la soledat la passada grandesa de la patria. | » |

#### Castell d'Eramprunyà
Jacint Torres i Reyató també escriu el capítol "XXVII. Gavá. Lo Castell d' Aramprunyá".
| « | La que fou casa-castell es avuy dia bastant deteriorada, veyents' hi encara evidents senyals de fortificació, y es utilisada pera habitació de sos masovers. Devant de sa entrada hi ha una antiga capella nomenada de Sant Miquel, que per sa volta de canó seguit en ogiva molt rebaixada y altres indicis, sembla perteneixe á últims del segle xi ó principis del XII; algunas transformacions qu' ha sofert han alterat sa típica fesomia arquitectónica. Hem de manifestar qu' aquests y demés restos de la Edat mitjana que per allí 's veuhen, tenen més importancia pera l'arqueólech ó curiós que sab endevinar per ells l'estat de l'entera construcció de que formavan part y pera 'l poeta, que hi puga trobar motius ab que extendre 'l vol de sa fantasia, que no pera l'artista que hi busqui riquesa de detalls arquitectónichs pera lluhiment de son llapis ó son pinzell. | » |

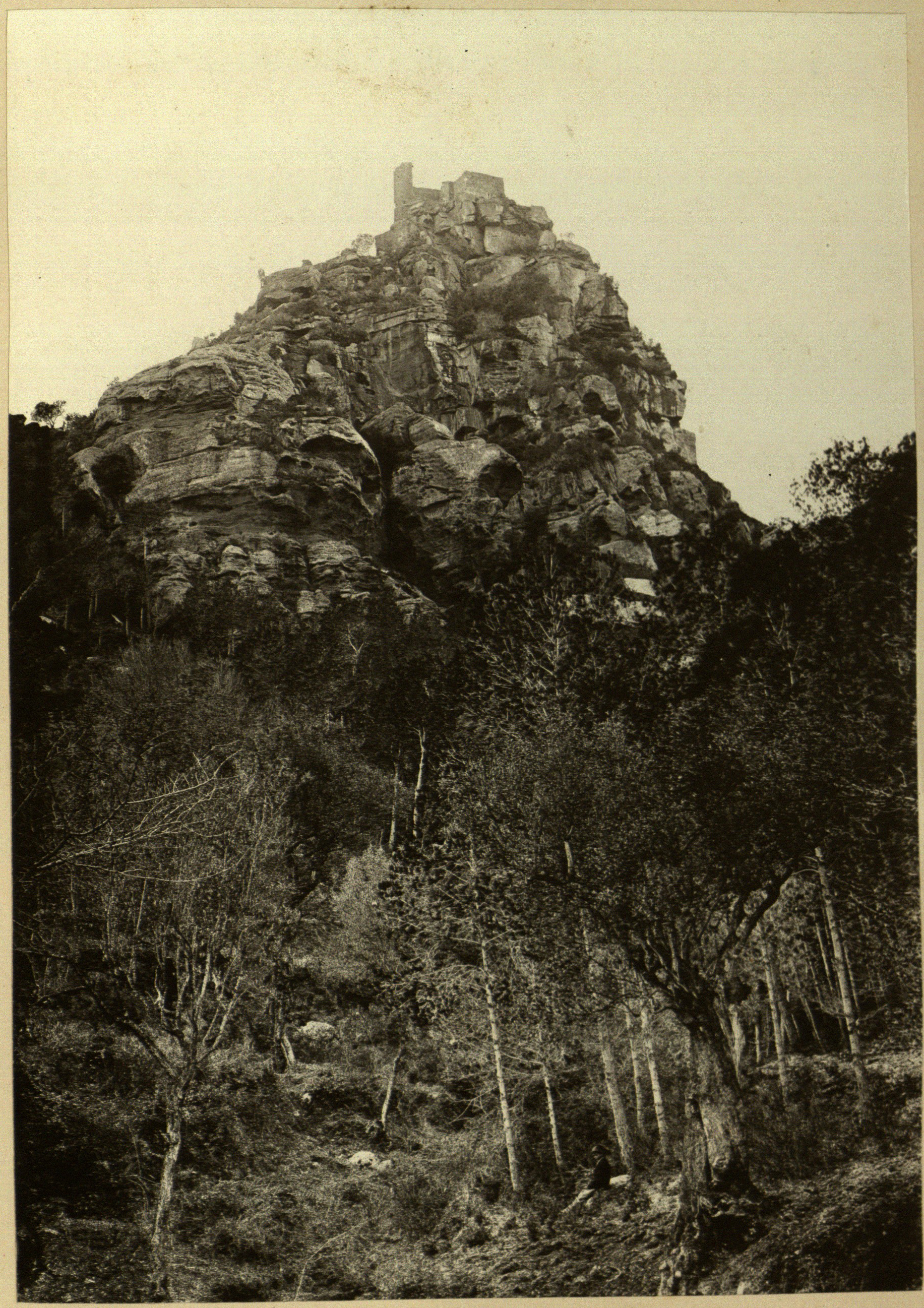
Estampa 22. Castell d'Eramprunyà.

Assenyala les sepultures antropomòrfiques arran de la capella del castell:
| « | Inmediats á la capella hi ha varios sepulcres oberts en la mateixa roca […] Creyem que llur origen es cristià atenent principalment á que molts de semblants ò iguals se 'n trovan en llochs distingits desd' antichs temps ab lo nom de Sant Miquel, baix qual advocació eran posadas en l' Edat mitjana las capellas dels cementirs. Y encara que no falta qui 'ls atribuheix á las colonias fenicies ó altres […] debem afirmarnos en nostra humil opinió, tenint en compte lo que acabem de dir, y no sabent que 'ls fenicis haguessen may arribat á determinadas localitats de Inglaterra y d' Alemanya (Saxonia), en algunas de quals iglesias se conservan sepulturas que, encara qu' escavadasdas en grans trossos completament despresos de la mateixa roca ó pedrera, sou parescudas ó iguals per llur contorn ab las d' Aramprunyá. | » |

Igual que lliga les tombes olerdolanes d'Eramprunyà amb les de «Cervelló, Olérdula, Sant Pere de Casserras y altres punts de Catalunya», lliga aquesta fortalesa amb la d'Olèrdola quan els temps del Príncep d'Olèrdola:
| « | Per documents de mitjans del segle xi, consta que 'ls castells d' Aramprunyá y d' Olérdula foren encarregats per los Comtes de Barcelona, Ramon Berenguer y sa muller Almodis (any 1059), á Mir Geribert de Sant Martí, á sa esposa Guila y al fill que 'ls succehís, després de haverlos perdonat las rebelions comesas diversas vegadas […] contra la soberana autoritat dels Comtes. | » |

Dona dades històriques, administratives i culturals del castell i finalitza amb la visió d'una romeria al santuari de Nostra Senyora de Brugués, «que s'alsa sobre una reduhida carena 
al peu del castell»:
| « | Bonich es llavors contemplar desd' aquest lo animadíssim cuadro que ofereixen aquells fondals, cuberts de bosch, d' arbossos y d' espessas ginesteras en flor […] los crits de las alegras collas que van compareixent […] ab la barretina sobre l'espatlla. | » |

#### Conjunt episcopal d'Ègara
Pere Antoni Ventalló subscriu "XXVIII. Tarrassa. Antiguetats de Sant Pere de Tarrassa". El conjunt episcopal d'Ègara presentava un bon repte pels arqueòlegs. Ventalló, erudit i poeta anomenat lo cantor d'Egara, pren contacte amb el lloc:
| « | Ab misteriosa y estranya llógica, lo monument que per las vicissituts dels setgles es trista y solitaria memoria de generacions més fortas y vigorosas [... de] l'Egara dels antichs, ciutat municipal y colonia romana, de altíssims fets y d' inmortals proesas […] reliquia venerable d' un passat de grandesa y gloria, se manté en peu, per art miraculosa […] dins d' un espay relativament brevíssim, troba lo viatger reunidas interessants curiositats históricas y arqueológicas [... Troba] l'arqueólech, vestigis de rassas illustradas en los misteris del art, y monuments d' altras que sols coneixían l'art per intuïció, veritables obras d' instint […] Ruínas de ruínas podría, ab gran propietat, dirse que son aqueixos monuments de Sant Pere de Tarrassa. | » |

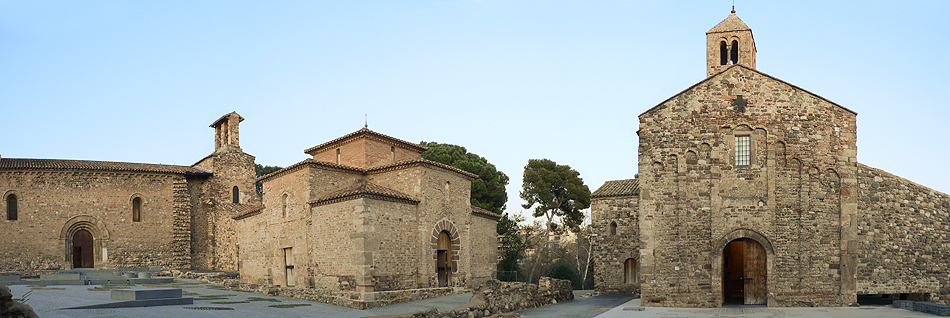
Conjunt monumental de les esglésies de Sant Pere de Terrassa. D'esquerra a dreta, Sant Pere, Sant Miquel i Santa Maria.

Relata l'esdevenir històric del lloc:
| « | Una gran ciutat romana, poderosa y rica […] se fon, en la llarga nit dels setgles, sens deixarnos més memoria que alguns fets y miserables despullas […] un' altre rassa, si menys il·lustrada, activa y vigorosa, enardida en la fé de Christ, aixeca en las tenebras del passat una nova ciutat christiana, y las cornisas, los chapitells, y las columnas dels antichs temples d' Apol y Venus, las fá servir per aixecar la cathedral de l' Egara christiana […] una nova catástrofe, com si fos ciutat malehida […] fá desaparèixer la ciutat christiana, sens apenas deixarnos memoria d' ella [… amb] la dominació dels Alarbs, má també desconeguda de l' historia, reunint los restos consagrats per dugas civilisacions y una llarga serie de setgles, edifica las ecclesias qu' avuy día en part s' admiran. | » |

Es lamenta de les descuidades relíquies conservades a l'església de Santa Maria:
| « | L'ecclesia de Santa María y Santa Rufa —assumpto de la lámina que s' acompanya— ocupa lo sitial de l'antiga cathedral d' Egara, segons consta del acta de sa consagració, que feu en 2 janer de 1112 lo Ilustríssim bisbe de Barcelona Ramon Guillem, essent Comte Ramon Berenguer tercer. De dita acta consta, ademes, que dessota l'ara del altar major de la ecclesia que describim, están sepultadas las santas testas dels illustres mártyrs saragossans, Sever, Julia y Valentí, essent ver motiu de llàstima y dol, qu' estigan sens cuit y en lo major olvit y abandono, reliquias tant santas y venerables. | » |

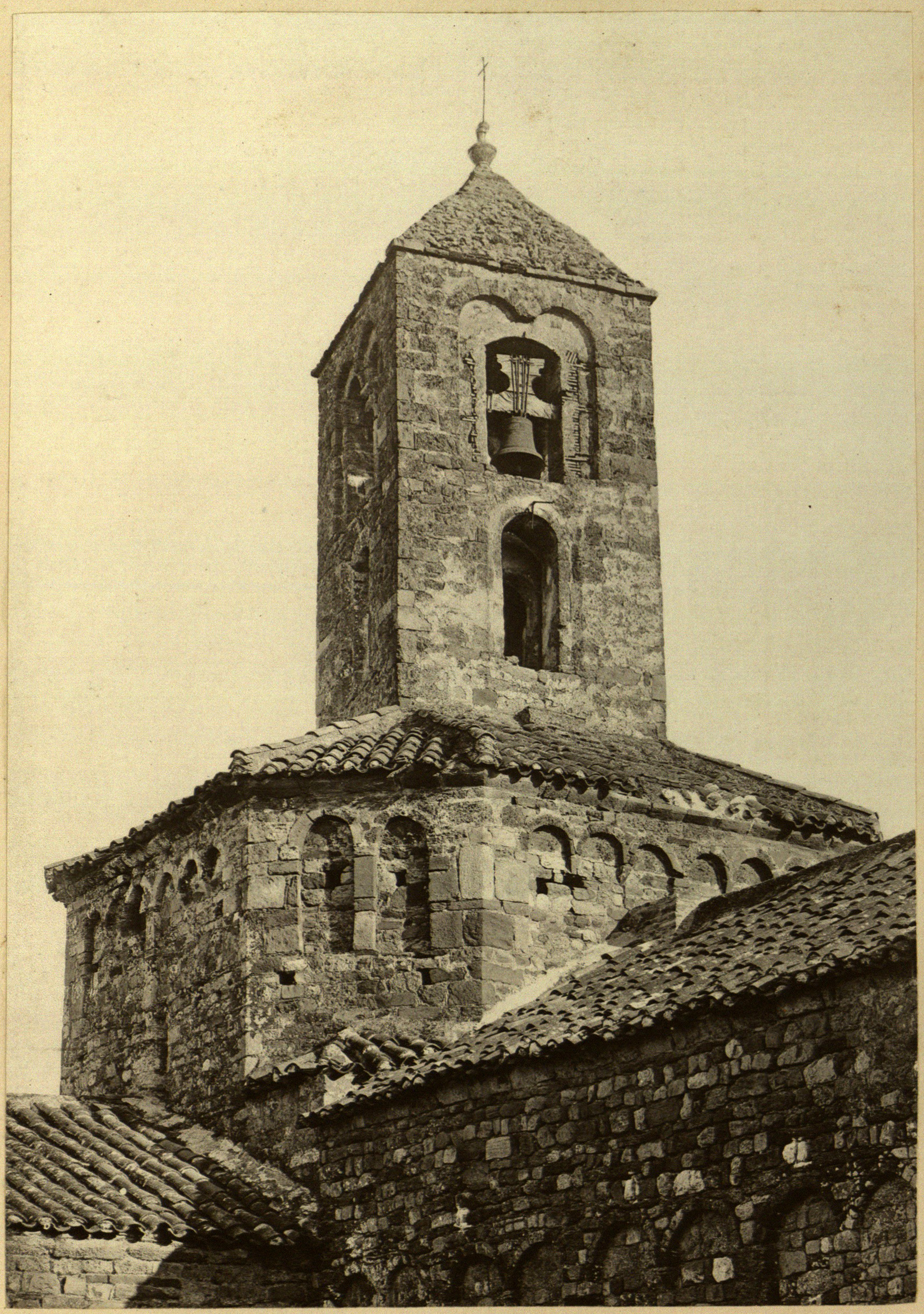
Estampa 23. Santa Maria de Terrassa.

Observa el material d'espoli a la mateixa església:
| « | Aquesta ecclesia té per mérit principal la sencillesa de son conjunt, bisantí primitiu y rudimentari, avalorat per los fracments de construccions romanas que s' emplearen en sas parets sens art ni estadi, com, entr' altres, ho demostra una llápida, colocada al revés. | » |

Se sorprèn de l'aparença "misteriosa" de Sant Miquel
| « | Son aspecte exterior, que no té cosa particular, faria créurer que data sa construcció d' época més moderna; son interior, respectant tota opinió més il-lustrada, revela, á nostre modo de véurer, una antigüetat molt y molt superior á l'ecclesia anteriorment descrita [Santa Maria], essent un altre incomprensible misteri. | » |

Puig i Cadafalch, que coneixia construccions com la font baptismal del patriarca Callisto, consideraria que Sant Miquel —de planta quadrada amb creu grega inscrita i actualment considerada església-mausoleu— era un baptisteri i, en ocupar-se de la reconstrucció del conjunt episcopal d'Ègara, va afegir una piscina central envoltada per les vuit columnes. Ventalló i Vintró analitza elements constructius a l'interior de Sant Miquel, abans de les intervencions de Puig:
| « | que dista molt de tenir lo carácter d' un temple christiá. Compost de quatre naus, encaradas als quatre punts cardinals, té en son centre un cimbori, sostingut per vuit columnas, sis de pórfir y dos de marbre negre jaspejat, coronadas per chapitells de distinta pedra y de diferenta escultura y mida, prova evident de que aixís las columnas com los chapitells, no foren construïts per lo objecte ni per la situació qu' encara conservan. Las sis columnas de pórfir, per sa grandària dihuen bé que son trossos d' altres columnas, que formarían part, lo mateix que las de marbre negre, d' algun important y rich monument dels romans, dels quins se veu la mà y l'art en aquellas obras. Lo mateix nos dihuen los chapitells, propis per columnas de menor diàmetre y de major elevació. ¿Hont son las demés columnas? ¿Hont son los chapitells, las cornisas, las estatuas dels temples d' Egara, y dels palaus dels cónsuls y dels tribuns? ¿Qui las ha tretas del lloch hont las tombà l' ángel exterminador? Ni una veu, ni un eco, ni un remor responen, L'historia calla, com si tingués complicitat en lo desastre. Deixem callar á la historia y respectem los alts judicis de Deu. | » |

Considera que Sant Miquel va ser restaurat després de la construcció de Santa Maria, «tal vegada en 1612, ab motiu de la restauració que 's feu en aquesta»:
| « | té aquest temple un paviment d' asfalt, y de la mateixa materia té cubertas las parets fins l'altura d' uns quatre pams, lo que faria créurer que seria aquell lloch un bany, si una gruta ó catacomba que hi há dessota l'ecclesia y que comunica ab ella per medi d' una rampa, no vingués á contradir aquella opinió. | » |

Intenta determinar l'antiguitat del temple:
| « | Un manuscrit antich, que conserva lo senyor Rector de Sant Pere, diu á aquest respecte: “la de San Miguel no era iglesia; algunos dicen que era el lugar en que se bautizaban los Arríanos y Gentiles que se convertían. Aquí hay dos iglesias, la una debajo de la otra, con la misma arquitectura […] lo que da á entender que el uno sería el bautisterio de los hombres, y el más oculto para las mujeres.” | » |

Detalla la cripta:
| « | Lo subterrani ó gruta, ahont, dit siga entre paréntesis, may havém vist la mateixa arquitectura de que parla lo manuscrit, que per forsa, ha de equivocarse, á menys qu' estigués aquella enterrada, consta de tres petitas naus formant creu, á las quals s' hi baixa per una rampa. S' observa que las parets han estat cubertas també per un betum ó asfalt, y se troba encara en un recó un ara trencada de pórfir, de antigüetat irrecusable. | » |

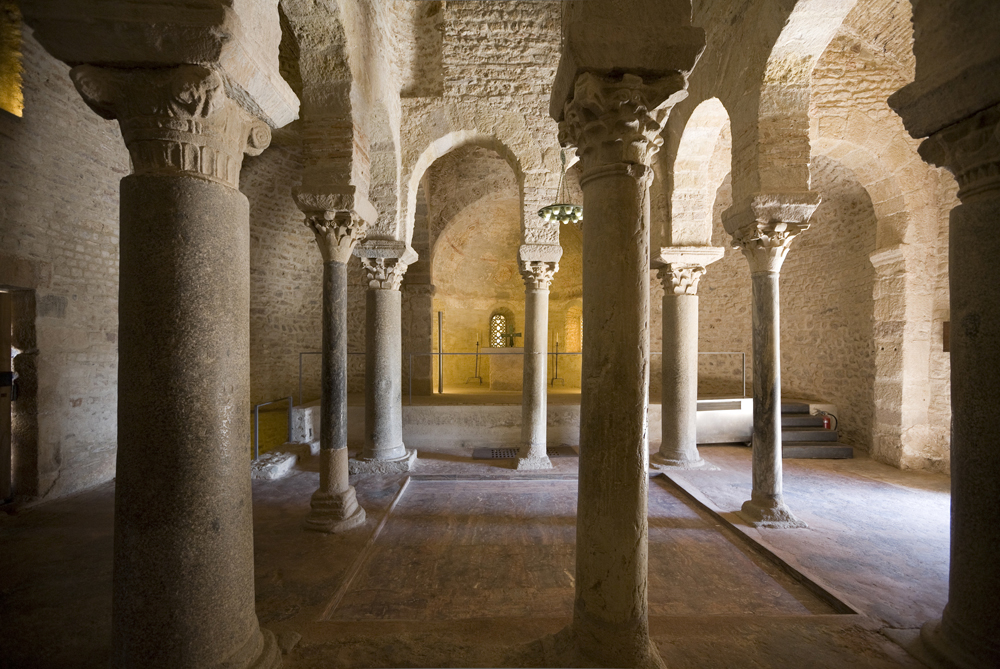
Interior. Sant Miquel de Terrassa (Vallès Occidental).

Rebat l'escrit per Jeroni Pujades, historiador del segle xvii que creia que Sant Miquel havia estat un panteó romà, i suposa la seva construcció durant la baixa edat mitjana:
| « | Segons la opinió del illustrat cronista Pujades, qu' examiná detingudament aquestos llochs, la pretesa ecclesia de Sant Miquel fou lo temple ó pantheó dels romans, hont veneraban per igual totas las divinitats gentílicas, á semblança, continúa Pujades, del que existía en Roma y que descriuhen Miliá, Leto y Plini entr' altres. Per respecte que 'ns mereixi aquella opinió, havém de fer constar que no la admetém; las dimensions del temple no respondrían de molt á la grandesa de la ciutat municipal qu' enviaba procónsuls al Assia; las proporcions de las columnas y la disposició de las mateixas, tot donant idea de qu' en Egara 's coneixia l'art, la donan també de que, al construirse lo monument que 'ns ocupa, se precindís de las lleys y reglas artísticas, aprofitant restos de altres construccions, que sens dubte, havían sigut obras fetas ab tot art; y d' això venim á deduhir que la construcció de tal pantheó, bany, ecclesia ó lo que fos, es, sens dubte, si anterior á l' Egara christiana, posterior á la ruína de l' Egara dels romans, y feta ab las ruínas de los monuments que pogueren lliurarse de la catástrofe. | » |

Es dol de la foscor documental i relaciona Sant Miquel amb l'antiga catedral d'Ègara:
| « | En veritat, sembla qu' una terrible maledicció pesa sobre Egara, sobre sas ruinas, sobre sa historia. Major fosquedat, major dubte, major contradicció, no 's vehuen en cap part […] Per acabar lo referent á l'ecclesia de Sant Miquel, sols falta consignar, que si admetessem sa condició de temple christiá, probaría sa major antigüetat la existencia dels preciosíssims retaules que conté, molt superiors en mérit retrospectiu als de la ecclesia de Santa Maria y Santa Rufa. A nostre criteri, los bellíssims retaules de Sant Miquel son procedents de la cathedral d' Egara, y pot ser los únichs objectes d' art que d' ella nos quedan. Si aquesta idea s' admet, la tal cathedral d' Egara havia de ésser digne de son nom y de sos seculars ascendents. | » |

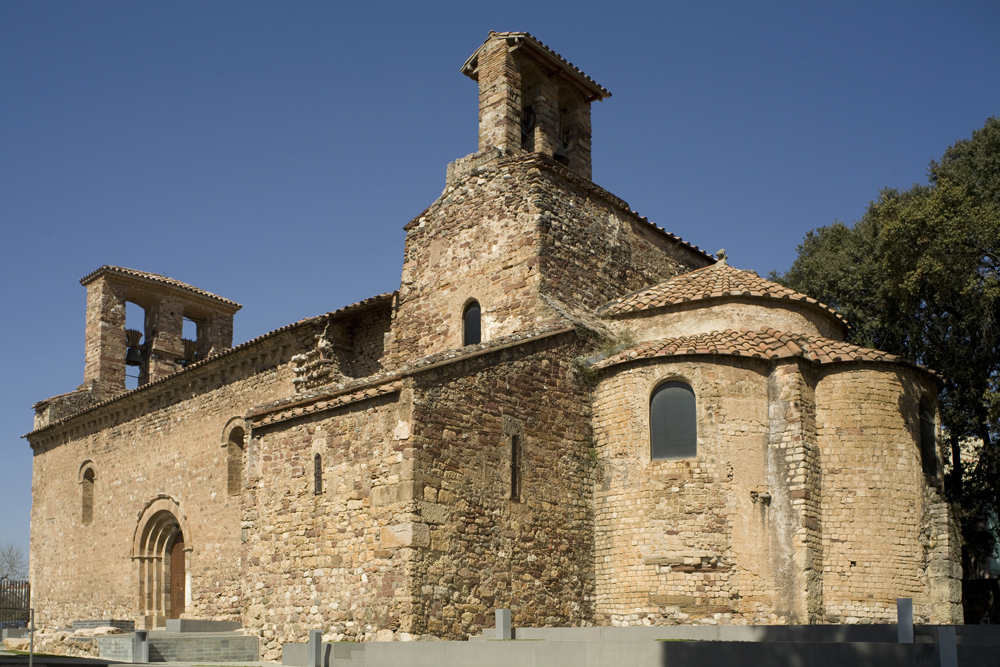
Absis trilobulat. Sant Pere de Terrassa (Vallès Occidental).

Passa a l'església, aleshores parroquial, de Sant Pere de Terrassa, de construcció romànica i aprofitant la capçalera —absis trilobat i transsepte— d'una edificació preromànica:
| « | Temple també antiquíssim, compost de dos naus de major capacitat que 'ls anteriors. Sa portada bisantina, despullada de tot treball escultórich, denota una antigüetat respectable. Sens esfors, apesar d' aquella, havém de créurer qu' es de creació molt posterior á l'ecclesia de Santa Maria; mes en quant á precisar la época de sa erecció, de nou nos trovém devant d' un altre misteri. Tot es misteri en tractantse de las cosas d' Egara; aquesta poesía no hi pot mancar. | » |

Dubta davant uns element esculpits i s'esvera per l'ús «abominable» que en podien haver fet els pagans:
| « | Una cornisa volta exteriorment las parets d' aquest temple, y tal volta es lo que té de més notable. La forman los signes del Zodíach, esculpits en granit, observantse reproduits moltas vegadas uns mateixos signes. Cap dubte tenim de que no fossen esculpits expressament per formar la cornisa d' aquella ecclesia. ¿Tindran relació ab las columnas y chapitells de l'ecclesia de Sant Miquel? A nostre manera de véurer, uns y altres son parts d' un mateix tot. La mà que las collocá en lo lloch qu' ara ocupan, ignoraba tal volta qu' aquellas esculturas havían presidit las abominables ceremonias del cult gentílich, acás en lo mateix temple de la Venus Aphrodites. | » |

I finalitza:
| « | Tals son las antigüetats de Sant Pere de Tarrassa. Restos bellíssims, d' alt preu histórich, com lo mosáich que hi há detrás del altar major de la parroquial, se conservan esbarriats, sens ordre, sens concert, perqué lo misteri, la confusió més complerta, regnin en tot temps sobre l' historia de l' Egara dels romans y de l' Egara christiana. | » |